# Bisbat de Castellaneta
El bisbat de Castellaneta —diocesi di Castellaneta (italià); Dioecesis Castellanetensis (llatí) — és una diòcesi de l'Església catòlica, sufragània de l'arquebisbat de Tàrent, que pertany a la regió eclesiàstica Pulla. El 2006 tenia 124.710 batejats d'un total de 129.981 habitants. Actualment està regida pel bisbe Claudio Maniago. La diòcesi comprèn els municipis de Castellaneta, Ginosa, Laterza, Massafra, Mottola, Palagianello i Palagiano. El territori s'estén sobre 1.043 km² i està dividit en 33 parròquies.

## Història

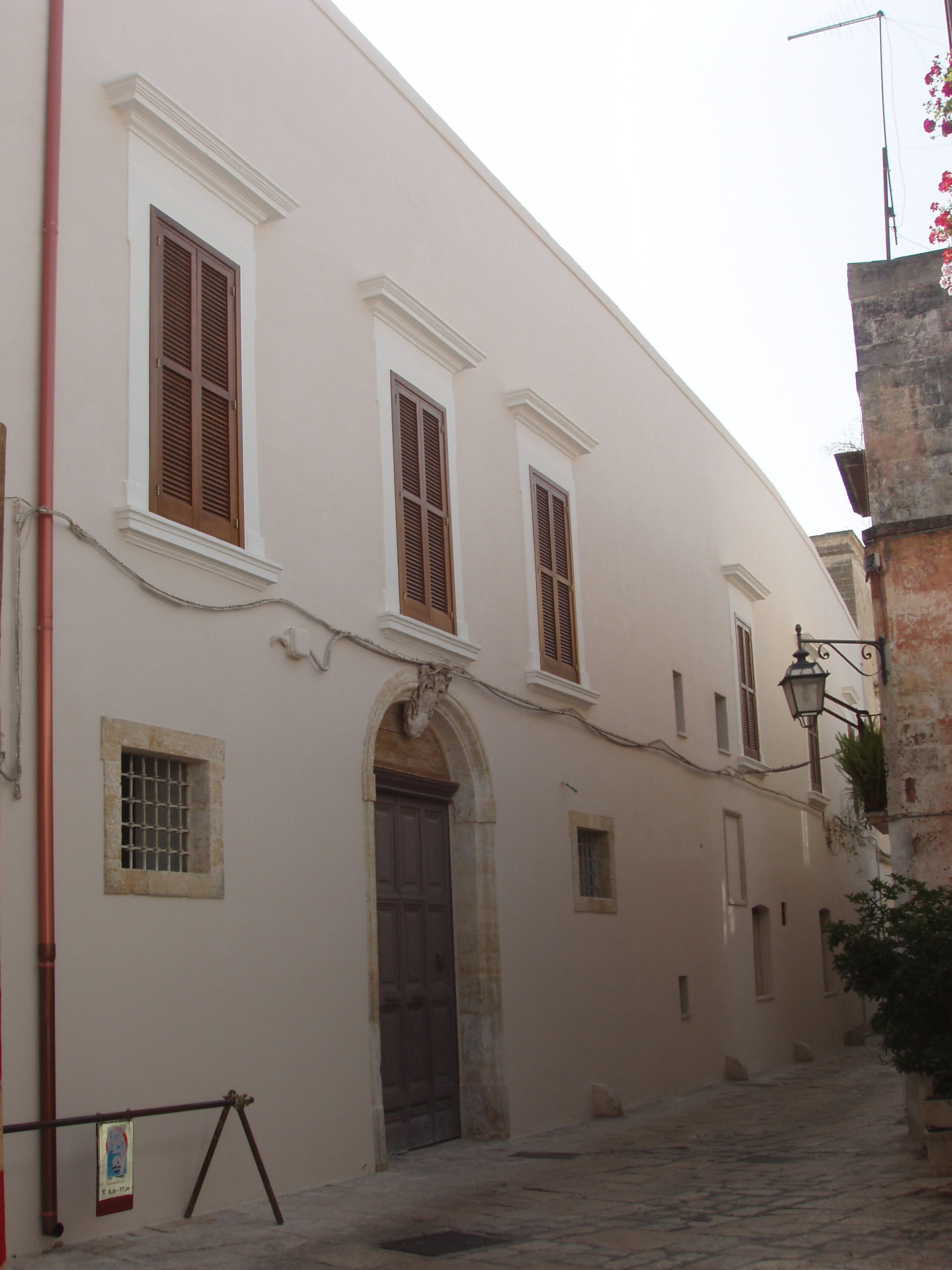
El Palau episcopal

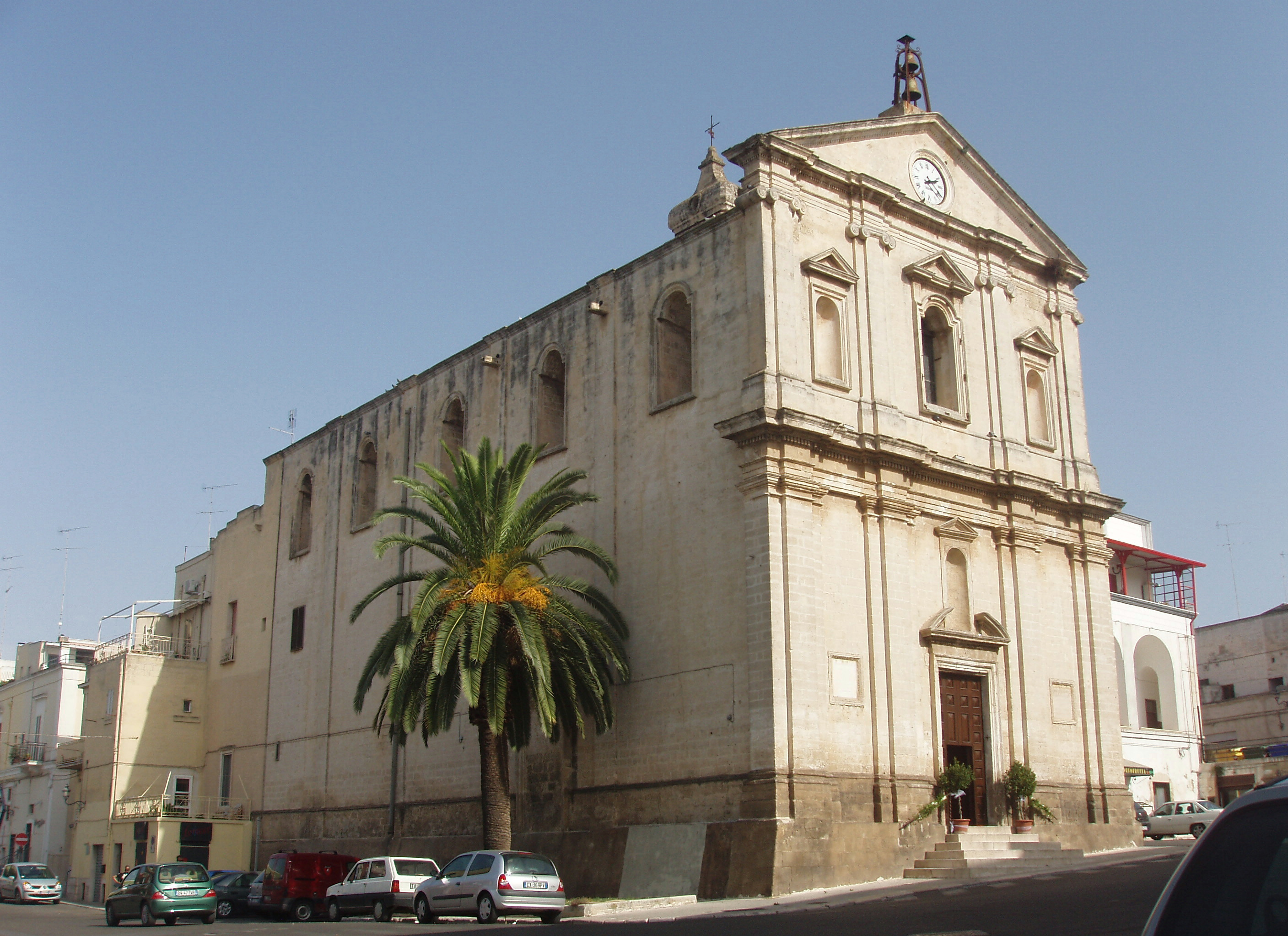
L'església de Sant Miquel

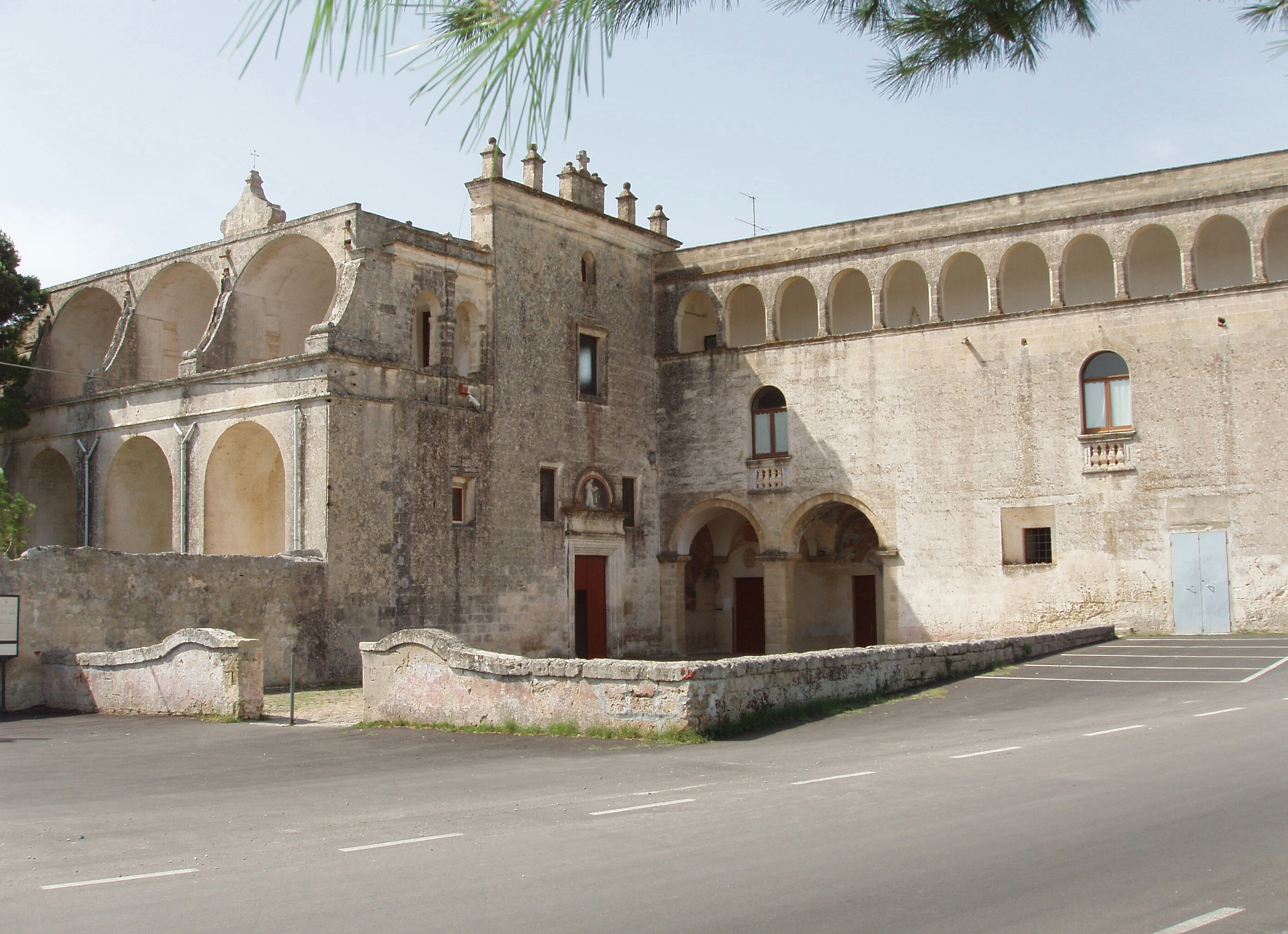
L'església de Sant Francesc

Les fonts més fiables històricament indiquen que la diòcesi de Castellaneta s'erigí durant la primera meitat del segle xi, al mateix temps que la de Mottola per la seva posició estratègica en el terreny actual de barrancs.
Castellaneta, conquerida el juny de 1064 per Goffredo di Guiscardo (comte de Conversano), i va tenir com a primer bisbe a Theobald, consagrat el 2 d'octubre de 1071 pel Papa Alexandre II a l'església de l'abadia de Montecassino. Segons la Crònica atribuïda a Leo d'Òstia i citada per Muratori, a la cerimònia van intervenir 10 arquebisbes i 44 bisbes, entre els quals van destacar els de les diòcesis de la Pulla: Canne, Civitate, Bisceglie, Giovinazzo, Minervino, Monopoli, Ostuni, Ruvo, Troia i Castellaneta. El prelat de Castellaneta és un tal Theobald, del qual la Narratio de Consacratione et dedicatione ecclesia e Cassinensis diu «Thebaldus electus castellanus, qui videlicet altero post dedicationem die episcopus consacratus est».
Segons altres fonts, la diòcesi va ser erigida a finals del segle xi i tindria a Amuri com a primer bisbe. Amuri va ser també bisbe de Mottola, però la unió amb Mottola va cessar amb la mort del bisbe.
Des del segle xii es van instal·lar al territori diversos nuclis monàstics benedictins, incloent les esglésies rupestres de Sant Mateu i Sant Sabí. Al segle xiii, les relacions entre bisbes i monjos van ser tempestuoses, tot i l'exempció dels monestirs de la jurisdicció episcopal, acordada en 1226, i fins i tot va donar lloc accions de força per part dels bisbes.
En els segles següents els bisbes seran en gran part absent de la diòcesi, fins que tingué lloc el Concili de Trento, les reformes del qual van ser portades a la diòcesi pel bisbe Bartolomeo Sirigo.
Després del concordat del 6 de febrer de 1818 entre Pius VII i Ferran I, rei de Nàpols, el 27 de juny de 1818, amb la butlla De utiliori va ser suprimida la veïna diòcesi de Mottola i els seus territoris (Mottola, Massafra i Palagiano Palagianello) es van unir els de Castellaneta.
El 8 de setembre de 1976, es va produir finalment l'agregació de territoris de Ginosa e Laterza, que durant segles van pertànyer a l'arxidiòcesi de Matera.

## Episcopologi
- Teobaldo † (2 d'octubre de 1071 - ?)
- Giovanni I † (citat el 1088)
- Amuri † (? - 1110)
- Nicola † (vers de juliol de 1110 - finals de 1133)
- Roberto † (citat el 1196)
- Santoro † (citat el 1220)
- Marco † (citat el 1226)
- Biagio † (1258 - 1282 mort)
  - Pietro, O.S.B. † (23 de novembre de 1282 mort) (bisbe electe)
- Giovanni II, O.F.M. † (inicis de 1284 - finals de 1293)
- Boemondo † (citat el 1297)
- Angelo † (citat el 1328)
- Teobaldo † (gener de 1331 - 1342 mort)
- Pietro de Baia † (4 de febrer de 1344 - ? mort)
- Tommaso da Sulmona, O.P. † (16 d'agost de 1367 - 1378)
- Benedetto Ardinghelli, O.P. † (vers 1378 - 1385 mort)
- Bartolomeo da Siena, O.F.M. † (16 de novembre de 1386 - 1396 mort)
- Benedetto Pasquarelli, O.E.S.A. † (1396 - 6 d'abril de 1397 nomenat bisbe d'Ascoli Piceno)[1]
- Benedetto Pasquarelli, O.E.S.A. † (23 d'octubre de 1399 - ?) (per segon cop)
- Roberto de Gratiano † (6 de setembre de 1409 - 1418 mort)
- Francesco Arcamoni † (14 de novembre de 1418 - 1424 mort)
- Bartolomeo de Stefano † (27 d'octubre de 1424 - 1431 mort)
- Gregorio Resti † (19 de novembre de 1431 - 1454 mort)
- Eustachio da Massafra † (29 de març de 1454 - 1458)
- Giovanni Francesco Orsini † (16 d'octubre de 1459 - ?)
- Antonio de Pirro † (31 de gener de 1477 - 8 d'octubre de 1492 nomenat bisbe d'Avellino)
- Alfonso Gallego, O.S.A. † (21 de novembre de 1494 - ? mort)
- Marco Antonio Prioldo † (6 d'abril de 1513 - 1536 mort)
- Giovan Pietro Santoro † (14 de juliol de 1536 - d'octubre de 1536 mort)
- Bartolomeo Sirigo senior † (6 de novembre de 1536 - 1544 dimití)
- Bartolomeo Sirigo junior † (17 de març de 1544 - 1577 dimití)
- Giovan Luigi de Benedictis † (24 de maig de 1577 - 1584 dimití)
- Bernardo de Benedictis † (28 de gener de 1585 - 1607 mort)
- Aureolo Averoldi † (5 de novembre de 1607 - 1617 dimití)
- Antonio de Mattheis † (12 de febrer de 1618 - 1635 mort)
- Ascenzio Guerrieri † (7 de maig de 1635 - 1645 mort)
- Angelo Melchiorre † (31 de juliol de 1645 - 1650 mort)
- Carlo Antonio Agudio † (21 de novembre de 1650 - 15 de gener de 1673 mort)
- Carlo Falconi † (13 de març de 1673 - de gener de 1677 mort)
- Domenico Antonio Bernardini † (26 d'abril de 1677 - 18 de juny de 1696 nomenat bisbe de Mileto)
- Onofrio Montesoro † (17 de desembre de 1696 - 24 de desembre de 1722 dimití)
- Luigi Maria de Dura, O.P. † (15 de març de 1723 - de febrer de 1724 mort)
- Bonaventura Blasio, O.F.M.Conv. † (11 de setembre de 1724 - de març de 1733 mort)
- Massenzio Filo della Torre de Santa Susanna † (11 de maig de 1733 - de setembre de 1763 mort)
- Giovan Filippo Leonardo Vitetti † (20 de febrer de 1764 - 1778 mort)
  - Sede vacante (1778-1792)
- Gioacchino Vassetta † (27 de febrer de 1792 - 1793 mort)
  - Sede vacante (1793-1797)
- Vincenzo Castro † (18 de desembre de 1797 - 9 d'octubre de 1800 mort)
  - Sede vacante (1800-1818)
  - Giuseppe Capocelatro † (1800 - 1818) (administrador apostòlic)
- Salvatore Lettieri † (6 d'abril de 1818 - 27 de juny de 1825 nomenat bisbe de Nardò)
- Pietro Lepore † (9 d'abril de 1827 - 26 de juny de 1851 mort)
- Bartolomeo d'Avanzo † (18 de març de 1852 - 13 de juliol de 1860 nomenat bisbe de Calvi i Teano)
  - Sede vacante (1860-1873)
  - Bartolomeo d'Avanzo † (13 de juliol de 1860 - 1863 dimití) (administrador apostòlic)
- Mariano Positano † (21 de març de 1873 - 13 de maig de 1880 mort)
- Gaetano Bacile de Castiglione † (20 d'agost de 1880 - 14 de maig de 1886 dimití)
- Giocondo de Nittis, O.F.M. † (7 de juny de 1886 - 28 de febrer de 1908 mort)
- Federico de Martino † (30 de novembre de 1908 - 26 d'agost de 1909 mort)
- Agostino (Antonio) Laera † (23 de juny de 1910 - 24 de juliol de 1931 dimití)
- Francesco Potenza † (1 de setembre de 1931 - 11 de gener de 1958 mort)
- Nicola Riezzo † (25 de març de 1958 - 28 d'abril de 1969 nomenat arquebisbe d'Otranto)
  - Sede vacante (1969-1974)
  - Guglielmo Motolese † (25 de maig de 1969 - 14 de maig de 1974 nomenat bisbe de Castellaneta) (administrador apostòlic)
- Guglielmo Motolese † (14 de maig de 1974 - 27 de setembre de 1980 dimití)
- Francesco Voto † (22 de desembre de 1980 - 21 de desembre de 1982 mort)
- Ennio Appignanesi (15 de setembre de 1983 - 3 de juliol de 1985 nomenat arquebisbe vicegerent de Roma)
- Martino Scarafile † (31 d'octubre de 1985 - 14 de febrer de 2003 jubilat)
- Pietro Maria Fragnelli (14 de febrer de 2003 - 24 de setembre de 2013 nomenat bisbe de Trapani)
- Claudio Maniago, dal 12 de juliol de 2014

## Demografia
A finals del 2006, la diòcesi tenia 124.710 batejats sobre una població de 129.981 persones, equivalent al 95,9% del total.
| any  | població | població | població | sacerdots | sacerdots       | sacerdots       | sacerdots             | diaques | religiosos | religiosos | parròquies |
| any  | batejats | total    | %        | total     | clergat secular | clergat regular | batejats por sacerdot | diaques | homes      | dones      | parròquies |
| ---- | -------- | -------- | -------- | --------- | --------------- | --------------- | --------------------- | ------- | ---------- | ---------- | ---------- |
| 1949 | 54.400   | 55.000   | 98,9     | 45        | 35              | 10              | 1.208                 |         | 10         | 94         | 10         |
| 1959 | 60.000   | 60.000   | 100,0    | 49        | 41              | 8               | 1.224                 |         | 4          | 8          | 14         |
| 1970 | 68.141   | 68.688   | 99,2     | 37        | 31              | 6               | 1.841                 |         | 10         | 105        | 25         |
| 1980 | 109.346  | 111.463  | 98,1     | 52        | 39              | 13              | 2.102                 |         | 15         | 73         | 33         |
| 1990 | 119.052  | 121.256  | 98,2     | 51        | 41              | 10              | 2.334                 | 1       | 20         | 71         | 33         |
| 1999 | 123.415  | 125.778  | 98,1     | 53        | 42              | 11              | 2.328                 | 3       | 21         | 51         | 35         |
| 2000 | 125.283  | 126.934  | 98,7     | 51        | 41              | 10              | 2.456                 | 3       | 25         | 44         | 35         |
| 2001 | 126.443  | 128.537  | 98,4     | 51        | 44              | 7               | 2.479                 | 3       | 17         | 46         | 35         |
| 2002 | 126.321  | 127.203  | 99,3     | 48        | 48              |                 | 2.631                 | 2       | 22         | 41         | 35         |
| 2003 | 125.495  | 127.598  | 98,4     | 51        | 44              | 7               | 2.460                 | 2       | 25         | 42         | 35         |
| 2004 | 120.398  | 126.031  | 95,5     | 51        | 44              | 7               | 2.360                 | 2       | 25         | 41         | 35         |
| 2006 | 124.710  | 129.981  | 95,9     | 53        | 43              | 10              | 2.353                 | 2       | 15         | 42         | 33         |